# Wolf D. Prix
Wolf Dieter Prix, seit 2021 Wolf dPrix (* 13. Dezember 1942 in Wien), ist ein österreichischer Architekt. Er war 1968 Mitbegründer der Architektenkooperative Coop Himmelb(l)au, die international eine wichtige Vertreterin des Dekonstruktivismus ist.

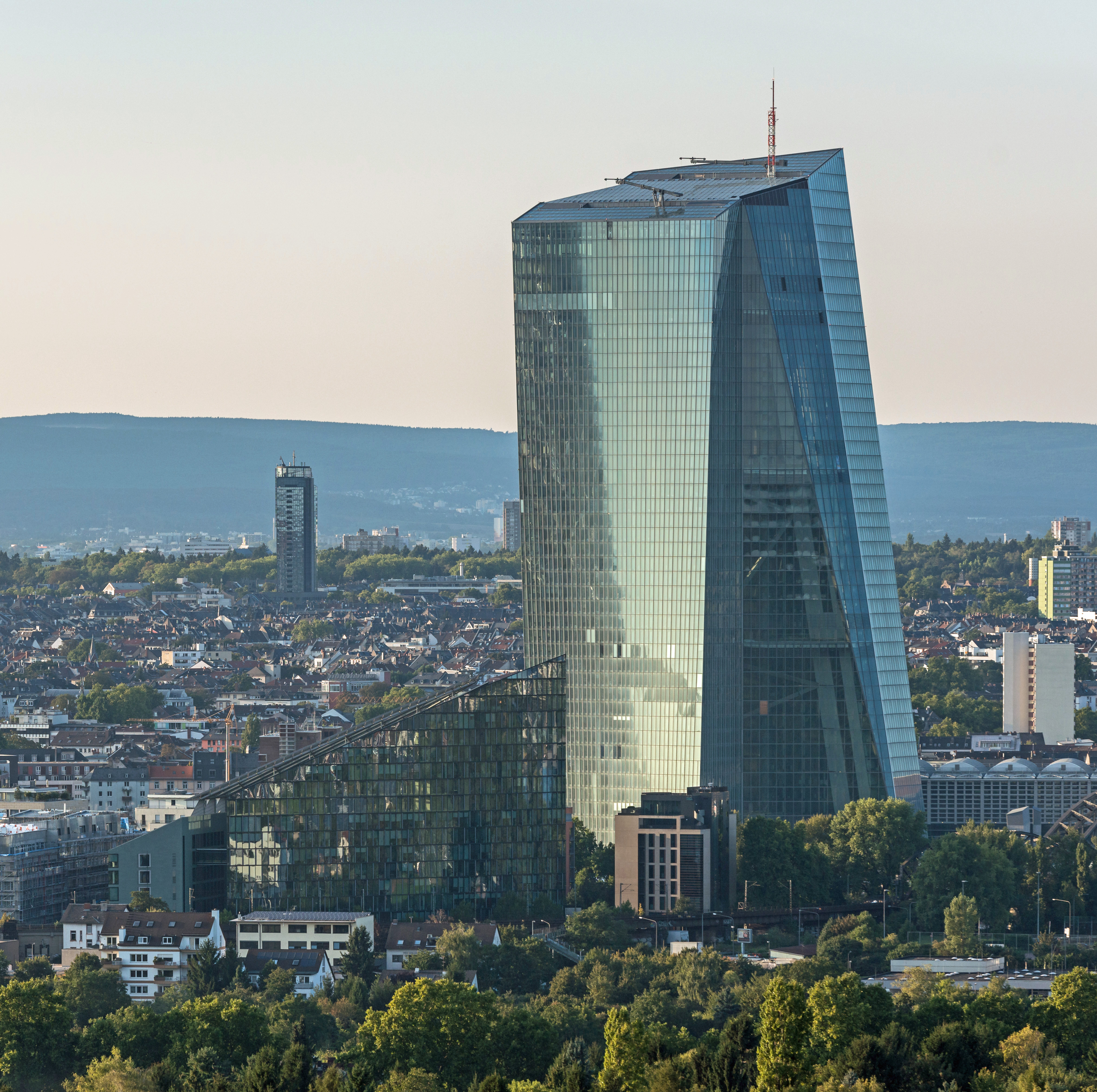
Neubau der Europäischen Zentralbank nach dem Entwurf von Prix (2014)

## Werdegang
Prix’ Vater war Architekt und er schaute ihm als Kind im Büro über die Schulter. Als 16-Jähriger ging er mit ihm ins Museum. Vor Brueghels Turmbau-Bild fragte er: „Warum bauen wir den Turmbau zu Babel nicht fertig?“ Der Besuch von La Tourette, einem Benediktinerkloster in der Nähe von Lyon, von Le Corbusier entworfen, war seine Inspiration Architektur zu studieren. Zitat Prix’: „Da gibt es eine Kapelle, die wie ein Ohr aussieht. Vor einer Betonwand steht ein frei geformter Körper. Da drin sind Röhren, die das Licht von außen in den Innenraum führen. Das war mein Erweckungserlebnis.“
Prix studierte an der Technischen Universität Wien, der Architectural Association in London und dem Southern California Institute of Architecture in Los Angeles.
1968 gründete er zusammen mit Helmut Swiczinsky und Michael Holzer die Wiener Architektengruppe Coop Himmelb(l)au. Seit dem Ausscheiden von Holzer (1971) und Swiczinsky (2001) ist Prix der einzig verbliebene Gründungspartner des Büros, dem er derzeit als Design Principal und Geschäftsführer vorsteht.
2006 war er Kommissär für den österreichischen Pavillon der 10. Architekturbiennale von Venedig.

## Lehrtätigkeit
Als Gastprofessor lehrte er 1984 bei der Architectural Association in London und 1990 an der Harvard University in Cambridge, Massachusetts. Von 1985 bis 1995 war Prix als Adjunct Professor am Southern California Institute of Architecture in Los Angeles tätig. 1993 wurde er als ordentlicher Professor für Architekturentwurf an die Universität für angewandte Kunst Wien berufen; dort war er von 2003 bis 2012 Vorstand am Institut für Architektur, Leiter des Studio Prix und Vizerektor der Hochschule. Außerdem erhielt er den Ehrenring dieser Universität. Seit 1998 ist er Fakultätsmitglied der Columbia University in New York. An der University of California in Los Angeles (UCLA) übernahm er 1999 den Harvey S. Perloff-Lehrstuhl und 2001 eine Gastprofessur.

## Mitgliedschaften
Von 1995 bis 1997 war Prix Mitglied des Architekturbeirates im österreichischen Bundesministerium für Wissenschaft und Forschung. Er ist Mitglied des Österreichischen Kunstsenats, der Europäischen Akademie der Wissenschaften und Künste sowie des Beirats für Baukultur. Des Weiteren gehört er der Architektenkammer Österreichs an sowie der Architektenkammer Santa Clara in Kuba, dem Royal Institute of British Architects (RIBA), dem American Institute of Architects (AIA) und der Architektenkammer Italiens. Er ist Ehrenmitglied des Bundes Deutscher Architekten BDA.

## Auszeichnungen und Kritik
Prix erhielt zahlreiche Auszeichnungen, etwa 1988 den Preis der Stadt Wien für Architektur, 1989–91 dreimal den New Yorker Progressive Architecture Award und 1999 den Großen Österreichischen Staatspreis für Architektur. 2001 erhielt er die Ehrendoktorwürde der Universidad de Palermo in Buenos Aires, 2002 das Goldene Ehrenzeichen für Verdienste um das Land Wien. 2002 wurde er Offizier des französischen Ordre des Arts et des Lettres. 2004 erhielt er den Annie Spink Award for Excellence in Architectural Education für sein Engagement in Bildung und Lehre, 2008 den Jencks Award für seinen besonderen Beitrag zur Architektur in Theorie und Praxis. Im Mai 2009 verlieh ihm der Bundespräsident Heinz Fischer das Österreichische Ehrenzeichen für Wissenschaft und Kunst als Anerkennung für seine hochstehenden schöpferischen Leistungen. 2011 wurde ihm die Ehrenbürgerschaft der südkoreanischen Stadt Busan verliehen. 2013 erhielt er den Hessischen Kulturpreis (Baumeister von Träumen).
Im Januar 2022 wurde Prix vom ukrainischen Präsidenten Wolodymyr Selenskyj mit Sanktionen belegt, da sein Büro im Rahmen eines Projekts für Kulturbauten in Russland unter anderem am Bau eines Opernhauses auf der Krim beteiligt ist. Trotz des Kriegs in der Ukraine setzt das Büro Coop Himmelb(l)au seine Arbeiten am Opernhaus am Eishockeystadion in St. Petersburg sowie dem Museum und Theater in Kemerovo (Sibirien) fort. Als Finalist des städtebaulichen Wettbewerbs Gorskaya ist das Büro entgegen dem weitreichenden internationalen Boykott weiterhin bemüht, neue Aufträge in Russland zu akquirieren.
Beim Bau des Sitzes der Europäischen Zentralbank wurden sehr erhebliche Mängel festgestellt, zu denen das Büro Himmelb(l)au trotz Nachfrage auch mehr als fünf Jahre nach Feststellung keine öffentliche Stellung bezieht, obwohl es sich um ein öffentliches Gebäude handelt.

## Ausstellungen
- 2012: Coop Himmelb(l)au: 7+, Aedes am Pfefferberg, Berlin